# Расавка (Слобідський старостинський округ)
Раса́вка (колишня назва — Юзефівка) — село в Україні, в Обухівському районі Київської області. Населення становить 190 осіб.

## Географія
Селом протікає річка Мокрий Кагарлик.

## Історія
Засноване на початку 18 століття. Первісна назва виникла на честь власника Ржищева у 1730—1746 рр. Йосипа Воронича.
Метричні книги, клірові відомості церкви Воздвиження Чесного Хреста Господнього с. Юзефівка Халчанської волості Київського пов. Київської губ. зберігаються в ЦДІАК України. http://cdiak.archives.gov.ua/baza_geog_pok/church/yuze_004.xml [Архівовано 16 листопада 2016 у Wayback Machine.]